# Parental Advisory System
Le Parental Advisory System (PAS) est un système d'évaluation des jeux vidéo d'arcade, créé dans les années 1990 (après les controverses lors de la sortie du jeu Mortal Kombat) en association  avec l’American Amusement Machine Association (AAMA) et  l’Amusement & Music Operators Association (AMOA), qui évalue le contenu des jeux d’arcade,,. Le PAS a subi une modification en 2013

## Description
Le Parental Advisory System (parfois appelé PAS) est un système d’évaluation des jeux vidéo d’arcade, créé dans les années 1990 (après les controverses lors de la sortie du jeu Mortal Kombat). Le système d'évaluation PAS essaye de respecter les informations et le fonctionnement de l’ESRB. Il est composé de quatre codes couleurs simples. Les fabricants consultent un guide décrivant les critères d’évaluation des jeux d’arcade (Coin-Operated Video Game Parental Advisory System Guideline). L’évaluation d’un jeu d’arcade est précisé par le biais de l’apposition d’un autocollant correspondant sur la borne d’arcade. Les fabricants en font la demande auprès de l’AAMA.
En mai 2013, le système PAS évolue et adopte les quatre codes couleurs. Malgré l’évolution, ce système connait des critiques des professionnels et des médias.
L’AAMA fournit régulièrement une liste de jeux d’arcade avec leurs évaluations respectives.

## Classification
| Icône  | Description |
| ------ | --- |
| Vert   | Suitable for all ages (Adapté à tout âge) Jeu recommandé pour tout public et adapté à tout âge.                                                                                       |
| Jaune  | Mild content (Contenu léger) Peut contenir de la violence, des thèmes suggestifs, un peu de sang ou de l’humour cru.                                                                  |
| Rouge  | Strong content (Contenu fort) Peut contenir un langage déplacé, un contenu sexuel ou de violence forte impliquant des personnages humains, ayant pour conséquence du sang et du gore. |
| Orange | This game not yet rated (Ce jeu n’a pas encore été évalué) Le jeu n’a pas encore été évalué par le fabricant.                                                                         |